# أستانة (همبرات)
أستانة (بالفارسية: آستانه) هي قرية تقع في إيران في قسم همبرات الريفي. يقدر عدد سكانها بـ 120 نسمة بحسب إحصاء 2016.